# Rozšiřující stromeček

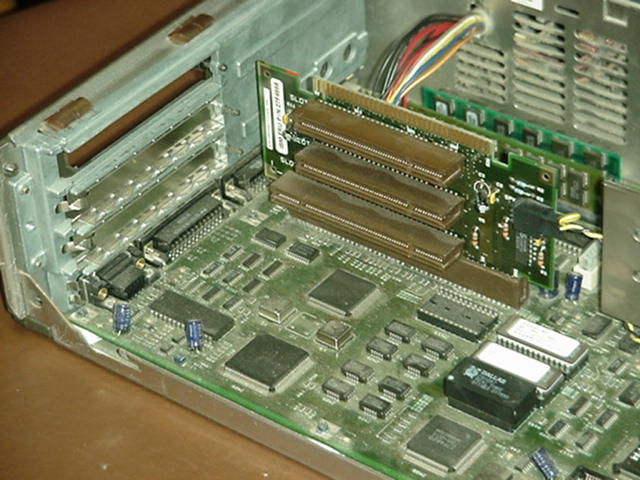
Rozšiřující stromeček v IBM PS/2

Rozšiřující stromeček (anglicky riser card) je elektronická deska, která umožňuje rozšiřování počítače přídavnými rozšiřujícími kartami.

## Použití

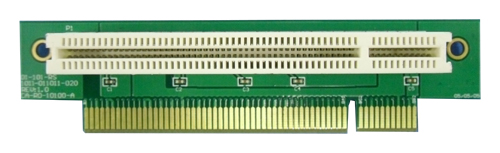
Rozšiřující stromeček výšky 1U s 1 PCI slotem

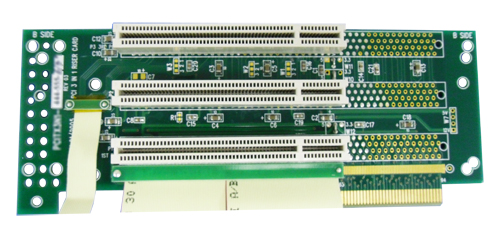
Rozšiřující stromeček výšky 2U se 3 32bitovými PCI sloty

Hlavním účelem rozšiřujícího stromečku je rozmístit rozšiřující karty tak, aby se vešly do omezeného prostoru skříně počítače. Rozšíření se obvykle zapojuje do slotu na základní desce pomocí hranového konektoru, ale např. NLX a Next Unit of Computing Extreme se zapojují do hranového konektor přímo na základní desce.

### Rozšiřující kabely
Dalším stupněm vývoje rozšiřujících stromečků jsou rozšiřující kabely, které používají vylepšenou specifikaci (PCI-Express) a lepší materiály pro větší pružnost umístění karet než při použití tradičních rozšiřujících stromečků. Zapojují se do rozšiřující desky plošných spojů. Kvalitní hranové konektory na obou koncích kabelu s meděnou slitinou a plastovým izolantem umožňují přenos dat na větší vzdálenosti.
Tyto kabely se často používají v moderních domácích herních počítačích, protože poskytují velkou variabilitu umístění PCI-Express karet a GPU karet v počítačové skříni. Díky tomu lze přidávat další části podle požadavků člověka, který počítač sestavuje. Navíc je lze instalovat do svislých držáků, které fungují podobně jako rozšiřující stromeček, ale poskytují větší flexibilitu. Také se používají v osobních počítačích malých rozměrů pro umístění GPU za základní deskou počítače.

### Specifikace
Pro rozšiřující stromečky existuje pouze málo standardů. Většina používá pro přenos dat hranové konektory PCI-Express, které umožňují přenos dat maximální rychlostí 32 GB/s při použití PCIe 4.0, a napájení o výkonu až 75 W z počítače. K dalším specifikacím používaným pro tyto karty patří ExpressCard a PCI-X.

## Aplikace

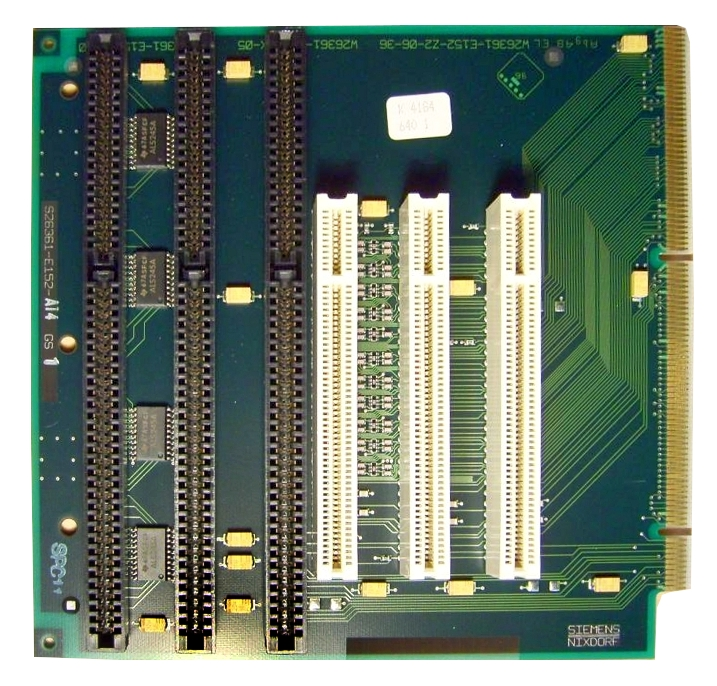
Roziřující karta se třemi sloty sběrnice ISA (vlevo) a třemi sloty sběrnice PCI (vpravo) z počítače Siemens-Nixdorf Scenic M5.

Rozšiřující stromečky mají uplatnění v průmyslovém i spotřebitelském sektoru.

### Servery
V serverech je výška pro rozšiřující karty omezena rackovými jednotkami. Racková jednotka (U) je tradiční míra pro výšku serverů rovná 1.75“, 2U servery jsou 3.5“, a tak dál. Tradiční 1U rozšiřující stromečky obsahují po 1 slotu PCI-Express, 2U rozšiřující stromečky mohou obsahovat 2 nebo 3 PCI sloty, podle toho, jestli brání přístupu k nějakým PCI-E slotům.

### Zákaznické počítače
Ve Small Form Factor (SFF) počítačích, které si staví počítačoví nadšenci, se používají rozšiřující stromečky PCI-E podobným způsobem jako v serverech. Pro většinu použití mají výšku 1U. PCI-Express poskytuje dodatečnou flexibilitu, která obvykle umožňuje umístit GPU poblíž základní desky souběžně s ní, což vede k úspoře místa bez omezení toku vzduchu kolem GPU.